# Priyanka Pawar
Priyanka Pawar (* 3. April 1988 in Muzaffarnagar, Uttar Pradesh) ist eine indische Leichtathletin, die sich auf den 400-Meter-Lauf spezialisiert.

## Sportliche Laufbahn
Erste internationale Erfahrungen sammelte Priyanka Pawar im Jahr 2006, als sie bei den Juniorenweltmeisterschaften in Peking mit der indischen 4-mal-400-Meter-Staffel mit 3:45,42 min im Vorlauf ausschied. 2010 nahm sie erstmals an den Südasienspielen in Dhaka teil und gewann dort in 54,98 s die Silbermedaille hinter der Sri-Lankerin Chandrika Rasnayake und siegte mit der Staffel in 3:38,62 min. Kurz darauf erreichte sie bei den Hallenasienmeisterschaften in Teheran in 56,18 s den vierten Platz. 2011 wurde sie positiv auf eine anabole Steroide getestet und wurde daraufhin bis 2014 gesperrt. Nach Ablauf der Sperre nahm sie mit der Staffel an den Asienspielen im südkoreanischen Incheon teil und siegte dort in 3:28,68 min. 2016 belegte sie bei den Südasienspielen in Guwahati in 56,5 s Rang vier und gab anschließend erneut einen positiven Dopingtest auf Mephentermin ab und wurde daraufhin als Wiederholungstäterin für acht Jahre gesperrt.

## Persönliche Bestleistungen
- 400 Meter: 53,40 s, 19. August 2014 in Patiala
  - 400 Meter (Halle): 56,18 s, 26. Februar 2010 in Teheran